# Lijst van schilderijen in het Rijksmuseum Amsterdam/Sa-Sm
Lijst van schilderijen in het Rijksmuseum Amsterdam met werken van schilders van wie de achternaam begint met de letters Sa t/m Sm. Vermeldingen in het grijs geven aan dat het werk geen deel meer uitmaakt van de collectie van het Rijksmuseum, bijvoorbeeld omdat het in bruikleen gegeven is aan een andere instelling of omdat het teruggegeven is aan de bruikleengever.
| Inventarisnummer | Toeschrijving                                            | Titel | Datering      | Afbeelding |
| ---------------- | -------------------------------------------------------- | --- | ------------- | ---------- |
| SK-A-1827        | Georg Saal                                               | Boslandschap bij maanlicht | 1861          |            |
| SK-A-1167        | Philip Sadée                                             | Scheveningse vrouwen bij het nalezen van een gerooid aardappelveld                                                                                       | 1874          |            |
| SK-A-359         | Pieter Saenredam                                         | Interieur van de Sint-Bavokerk in Haarlem | 1636          |            |
| SK-A-858         | Pieter Saenredam                                         | Het transept van de Mariakerk te Utrecht, gezien vanuit het noordoosten                                                                                  | 1637          |            |
| SK-A-1189        | Pieter Saenredam                                         | De westelijke traveeën van de zuidelijke beuk van de Mariakerk te Utrecht                                                                                | Ca. 1640-1645 |            |
| SK-A-851         | Pieter Saenredam                                         | Het middenschip en koor van de Mariakerk in Utrecht | 1641          |            |
| SK-C-217         | Pieter Saenredam                                         | Interieur van de Sint Odulphuskerk te Assendelft | 1649          |            |
| SK-C-1409        | Pieter Saenredam                                         | Het oude stadhuis in Amsterdam | 1657          |            |
| SK-A-801         | Cornelis Saftleven                                       | De verkondiging aan de herders | 1630-1650     |            |
| SK-A-715         | Cornelis Saftleven                                       | Gezelschap voor een dorpsherberg | 1642          |            |
| SK-A-797         | Cornelis Saftleven                                       | Landschap met dieren | 1652          |            |
| SK-A-1588        | Cornelis Saftleven                                       | Satire op de berechting van Johan van Oldenbarnevelt | 1663          |            |
| SK-A-4204        | Toegeschreven aan Cornelis Saftleven                     | Portret van Johan van Oldenbarnevelt | 1663 of later |            |
| SK-A-363         | Herman Saftleven                                         | Gezicht op de Rijn bij Reineck | 1654          |            |
| SK-A-361         | Herman Saftleven                                         | Gezicht op de Rijn bij Andernach | 1655          |            |
| SK-A-1762        | Herman Saftleven                                         | Riviergezicht met veerpont | 1655          |            |
| SK-C-218         | Herman Saftleven                                         | Riviergezicht in een bergachtige streek | 1655-1685     |            |
| SK-A-1761        | Herman Saftleven                                         | Berglandschap bij Boppard aan de Rijn | 1660          |            |
| SK-A-716         | Herman Saftleven                                         | Berglandschap met boerderij | 1663          |            |
| SK-A-362         | Herman Saftleven                                         | Riviergezicht met aanlegplaats | 1678          |            |
| SK-A-3051        | Marie Anna Alexandrine Sophie van Saksen-Weimar-Eisenach | Portret van Augustus Allebé | 1886          |            |
| SK-A-5067        | Sarief Bastaman Saleh                                    | Portret van de familie Baud in hun buitenhuis in Voorburg                                                                                                | 1831-1832     |            |
| SK-A-3799        | Sarief Bastaman Saleh                                    | Portret van Jean Chrétien Baud Zie Portrettengalerij van de gouverneurs-generaal van Nederlands-Indië                                                    | 1835          |            |
| SK-A-3798        | Sarief Bastaman Saleh                                    | Portret van Johannes Graaf van den Bosch Zie Portrettengalerij van de gouverneurs-generaal van Nederlands-Indië                                          | 1836          |            |
| SK-A-3790        | Sarief Bastaman Saleh                                    | Portret van Herman Willem Daendels Zie Portrettengalerij van de gouverneurs-generaal van Nederlands-Indië                                                | 1838          |            |
| SK-A-4897        | Sarief Bastaman Saleh                                    | Portret van mevrouw W.J.S. van Alphen, barones van Reede van Oudtshoorn                                                                                  | 1854          |            |
| SK-A-1126        | Charles Saligo                                           | Zelfportret | 1824-1826     |            |
| SK-A-4276        | Henri Sallembier                                         | Gezicht op een paleis in een heuvellandschap en Gezicht op de achterzijde van een paleis                                                                 | 1780-1820     |            |
| SK-A-4277        | Henri Sallembier                                         | Gezicht op een paleis in een heuvellandschap en Gezicht op de achterzijde van een paleis                                                                 | 1780-1820     |            |
| SK-A-4777        | Ab Salm                                                  | De suikerfabriek Kemanglen bij Tegal (of Tagal) op Java                                                                                                  | 1870-1875     |            |
| SK-A-2694        | Engel Sam                                                | Zelfportret op ongeveer zestigjarige leeftijd | 1755-1769     |            |
| SK-A-3878        | Gerardine van de Sande Bakhuyzen                         | Stilleven met bloemen in een kristallen vaas | 1850-1880     |            |
| SK-A-1002        | Gerardine van de Sande Bakhuyzen                         | Stilleven met bloemen en vruchten | 1869          |            |
| SK-A-1000        | Hendrikus van de Sande Bakhuyzen                         | Gelders landschap | 1818          |            |
| SK-A-3845        | Hendrikus van de Sande Bakhuyzen                         | Gezicht langs de Rijn | 1830-1860     |            |
| SK-A-4163        | Hendrikus van de Sande Bakhuyzen                         | Zelfportret in een weidelandschap met vee | 1850          |            |
| SK-A-2259        | Julius van de Sande Bakhuyzen                            | Watermolen te Lage bij Neuenhaus, in het graafschap Bentheim                                                                                             | 1860-1907     |            |
| SK-A-2379        | Julius van de Sande Bakhuyzen                            | Landschap met plaggenhut | 1860-1907     |            |
| SK-A-1185        | Julius van de Sande Bakhuyzen                            | Landschap in Drenthe | 1882          |            |
| SK-A-1492        | Hercules Sanders                                         | Portret van een vrouw | 1651          |            |
| SK-A-4278        | Joachim von Sandrart                                     | Odysseus en Nausikaä | 1630-1688     |            |
| SK-C-393         | Joachim von Sandrart                                     | Officieren en andere schutters van wijk XIX in Amsterdam onder leiding van kapitein Cornelis Bicker en luitenant Frederick van Banchem                   | 1638-1640     |            |
| SK-C-26          | Joachim von Sandrart                                     | Portret van Hendrick Bicker Zie Portretten van Hendrick Bicker en Eva Geelvinck                                                                          | 1639          |            |
| SK-C-27          | Joachim von Sandrart                                     | Portret van Eva Geelvinck Zie Portretten van Hendrick Bicker en Eva Geelvinck                                                                            | 1639          |            |
| SK-A-56          | Naar Joachim von Sandrart                                | Portret van Pieter Cornelisz. Hooft | 1642-1700     |            |
| SK-A-364         | Naar Joachim von Sandrart                                | Portret van Pieter Cornelisz. Hooft | 1630-1700     |            |
| SK-A-3723        | Ethel Sands                                              | Hoekje van een slaapkamer | 1900-1944     |            |
| SK-A-1678        | Hendrik Alexander Sangster                               | Portret van Reinier Engelman | 1840-1845     |            |
| SK-A-1966        | Hendrik Alexander Sangster                               | Portret van Johannes Hermanus Albregt | 1850-1879     |            |
| SK-A-1677        | Hendrik Alexander Sangster                               | Portret van Johan Eduard de Vries | 1865          |            |
| SK-A-1679        | Hendrik Alexander Sangster                               | Portret van Maria Francisca Bia | 1866          |            |
| SK-A-2655        | F. Sant-Acker                                            | Stilleven met Nautilusbeker | 1648-1688     |            |
| SK-C-1379        | Girolamo da Santa Croce                                  | De jonge Mercurius steelt runderen van Apollo's kudde | 1530-1550     |            |
| SK-A-3966        | Girolamo da Santa Croce                                  | De jonge Mercurius steelt runderen van Apollo's kudde | 1530-1550     |            |
| SK-A-3893        | Gerrit van Santen                                        | Het beleg van Schenckenschans door prins Frederik Hendrik, april 1636                                                                                    | 1636-1650     |            |
| SK-A-365         | Dirck Dircksz. van Santvoort                             | Portret van Dirck Bas Jacobsz. met zijn gezin | 1634-1635     |            |
| SK-C-431         | Dirck Dircksz. van Santvoort                             | De regentessen en binnenmoeders van het Spinhuis | 1638          |            |
| SK-A-1317        | Dirck Dircksz. van Santvoort                             | Portretten van Frederik Dircksz. Alewijn en Agatha Geelvinck                                                                                             | 1640          |            |
| SK-A-1318        | Dirck Dircksz. van Santvoort                             | Portretten van Frederik Dircksz. Alewijn en Agatha Geelvinck                                                                                             | 1637-1640     |            |
| SK-C-394         | Dirck Dircksz. van Santvoort                             | De hoofdlieden van de Saainering te Amsterdam, 1643 | 1643          |            |
| SK-A-1310        | Dirck Dircksz. van Santvoort                             | Portretten van Martinus en Clara Alewijn | 1644          |            |
| SK-A-1311        | Dirck Dircksz. van Santvoort                             | Portretten van Martinus en Clara Alewijn | 1644          |            |
| SK-A-1623        | Dirck Dircksz. van Santvoort                             | Portret van Machteld Bas | 1650          |            |
| SK-A-818         | Bartholomeaus Sarburgh                                   | Portret van Belia Claesdr. | 1630          |            |
| SK-A-3423        | Atelier van Sassoferrato                                 | Maria met kind | 1640-1699     |            |
| SK-A-3463        | Mogelijk Pieter Joseph Sauvage                           | Bacchantisch tafereel | 1780-1818     |            |
| SK-A-2526        | Hans Savery (I)                                          | Een aangespoelde potvis op het strand bij Noordwijk, 28 december 1614                                                                                    | 1614-1626     |            |
| SK-A-2117        | Jacob Savery (I)                                         | Landschap met de geschiedenis van de dochter van Jefta                                                                                                   | 1580-1589     |            |
| SK-A-1980        | Toegeschreven aan Jacob Savery (II)                      | Landschap met korenvelden | 1602-1630     |            |
| SK-A-1488        | Roelant Savery                                           | Landschap met ruïnes, vee en herten | Ca. 1614-1620 |            |
| SK-A-2211        | Roelant Savery                                           | Koeien in een stal; in de vier hoeken heksen | 1615          |            |
| SK-C-447         | Roelant Savery                                           | Everzwijnjacht in een rotsachtig landschap | 1620          |            |
| SK-A-366         | Atelier van Roelant Savery                               | De dichter op het feest der dieren gekroond door twee apen                                                                                               | 1623          |            |
| SK-A-1297        | Atelier van Roelant Savery                               | Elia door de raven gevoed | 1634          |            |
| SK-A-844         | B. Schaak                                                | Vanitasstilleven | 1675-1700     |            |
| SK-A-2653        | Egbert Schaap                                            | Bloeiende weide | 1912          |            |
| SK-A-2654        | Egbert Schaap                                            | Felsenmeer | 1912          |            |
| SK-A-3345        | Willem van Schaik                                        | Boerenhuis | 1900-1938     |            |
| SK-A-368         | Godfried Schalcken                                       | Elk zijn meug | 1670-1675     |            |
| SK-A-2340        | Godfried Schalcken                                       | De haringverkoopster | 1675-1680     |            |
| SK-A-369         | Godfried Schalcken                                       | Verschil van smaak | 1685-1690     |            |
| SK-A-2339        | Godfried Schalcken                                       | Jonge vrouw met citroen | 1685-1690     |            |
| SK-A-367         | Godfried Schalcken                                       | Portret van Willem III, prins van Oranje, koning van Engeland en stadhouder                                                                              | Ca. 1692-1697 |            |
| SK-A-899         | Godfried Schalcken                                       | Portret van Josina Clara van Citters | 1699-1706     |            |
| SK-A-900         | Godfried Schalcken                                       | Portret van mejuffrouw Van Gool | 1699-1706     |            |
| SK-A-2061        | Godfried Schalcken                                       | Portret van Josina Parduyn | 1705          |            |
| SK-A-370         | Toegeschreven aan Godfried Schalcken                     | Een meisje plaatst een kaars in een lantaarn en een jongen verzorgt een vuurtest voor een stoof                                                          | 1690-1706     |            |
| SK-A-371         | Toegeschreven aan Godfried Schalcken                     | Een man met een pijp en een man, die zich een glas inschenkt                                                                                             | 1690-1706     |            |
| SK-A-3260        | Jean-Frédéric Schall                                     | Morgentoilet en Avondtoilet | 1780-1820     |            |
| SK-A-3261        | Jean-Frédéric Schall                                     | Morgentoilet en Avondtoilet | 1780-1820     |            |
| SK-A-4748        | Ary Scheffer                                             | Zelfportret op 43-jarige leeftijd | 1838          |            |
| SK-A-1974        | Johan Bernard Scheffer                                   | Portret van Joanna Cornelia Ziesenis-Wattier in de rol van Elfride in het gelijknamige toneelstuk van Friedrich Justin Bertuch                           | 1790-1809     |            |
| NG-C-2011-2      | Johan Bernard Scheffer                                   | Portret van Leonardus van der Voort | 1799          |            |
| SK-A-4151        | Johan Bernard Scheffer                                   | Portret van Gerrit van der Pot | 1800-1807     |            |
| SK-A-3887        | Andreas Schelfhout                                       | Binnenplaatsje | 1820-1830     |            |
| SK-A-4197        | Andreas Schelfhout                                       | Boerenerf | Ca. 1820-1830 |            |
| SK-C-219         | Andreas Schelfhout                                       | Landschap met de ruïne van kasteel Brederode te Santpoort                                                                                                | 1844          |            |
| SK-C-1673        | Andreas Schelfhout                                       | Gezicht op Haarlem | 1844          |            |
| SK-A-1828        | Andreas Schelfhout                                       | IJsgezicht met houtsprokkelaars | 1849          |            |
| SK-A-1127        | Andreas Schelfhout                                       | IJsgezicht met molen | 1860-1862     |            |
| SK-A-1128        | Andreas Schelfhout                                       | Een bevroren vaart bij de Maas | 1867          |            |
| SK-A-2112        | Willem Schellinks                                        | Stadswal in de winter | Ca. 1650-1670 |            |
| SK-A-1393        | Willem Schellinks                                        | Het verbranden van de Engelse vloot bij Chatham, juni 1667                                                                                               | 1667-1678     |            |
| SK-C-1736        | Willem Schellinks                                        | Tocht naar Chatham | 1667-1678     |            |
| SK-C-1737        | Willem Schellinks                                        | Tocht naar Chatham | 1667-1678     |            |
| SK-A-1336        | Petrus van Schendel                                      | Portret van Adriana Johanna van Wijck | 1829          |            |
| SK-A-1829        | Cornelis Albertus Johannes Schermer                      | Paardenmarkt op de Maliebaan te Den Haag | 1858          |            |
| SK-A-4279        | Philip Schey                                             | Schilderij op een klavecimbeldeksel met een feestmaal bij een rivier                                                                                     | 1626          |            |
| SK-A-745         | J.G. Schieblius                                          | Italiaans landschap | 1680-1720     |            |
| SK-C-173         | Bernardus van Schijndel                                  | De pannekoekenbakster | 1670-1709     |            |
| SK-C-174         | Bernardus van Schijndel                                  | De schoolmeester | 1670-1709     |            |
| SK-A-3567        | Frits Schiller                                           | Bouwput | 1910          |            |
| SK-A-1135        | George Adam Schmidt                                      | De bijbellezing | 1825-1827     |            |
| SK-A-2151        | Izaak Schmidt                                            | Portret van een vrouw | 1770-1810     |            |
| SK-A-3110        | Willem Hendrik Schmidt                                   | De opwekking van het dochtertje van Jaïrus | 1830-1849     |            |
| SK-A-3109        | Willem Hendrik Schmidt                                   | Zelfportret | 1840-1849     |            |
| SK-A-2230        | Johan Pietersz. Schoeff                                  | Riviergezicht | 1631          |            |
| SK-A-1027        | Jacobus Schoemaker Doyer                                 | Betaaldag | 1825-1830     |            |
| SK-C-222         | Jacobus Schoemaker Doyer                                 | Jan van Speijk steekt de lont in het kruit, 5 februari 1831                                                                                              | 1831-1850     |            |
| SK-C-221         | Jacobus Schoemaker Doyer                                 | Jan van Speijk overlegt of hij de lont in het kruit zal steken                                                                                           | 1834          |            |
| SK-C-220         | Jacobus Schoemaker Doyer                                 | Kenau Simonsdr. Hasselaer op de wallen van Haarlem met haar vrouwencorps bij de hevigste aanval der Spanjaarden, 31 januari 1573                         | 1844-1846     |            |
| SK-A-1434        | Johannes Schoenmakers                                    | Hollands stadsgezicht | Ca. 1790-1820 |            |
| SK-A-1129        | Johannes Schoenmakers                                    | Stadsgezicht in Dordrecht | 1819-1821     |            |
| SK-A-5070        | Rob Scholte                                              | Illustratie | 1986          |            |
| SK-A-4701        | Hendrik Jacobus Scholten                                 | De prinses van Oranje bezoekt het atelier van Bartholomeus van der Helst                                                                                 | Ca. 1850-1870 |            |
| SK-A-1830        | Hendrik Jacobus Scholten                                 | Gerard van Honthorst toont aan Amalia van Solms de tekeningen van zijn leerlinge Louise van Bohemen                                                      | 1854          |            |
| SK-A-1130        | Hendrik Jacobus Scholten                                 | Zondagmorgen | 1865-1868     |            |
| SK-C-1754        | Jan Schoonhoven                                          | Zonder titel | 1958          |            |
| SK-A-5007        | Jan Schoonhoven                                          | Schotelreliëf | 1963          |            |
| SK-A-1342        | Aelbert Jansz. van der Schoor                            | Vanitasstilleven | 1640-1672     |            |
| SK-A-1424        | Aelbert Jansz. van der Schoor                            | Portret van een man | 1647          |            |
| SK-A-2058        | Floris van Schooten                                      | Stilleven met vruchten en groenten met op de achtergrond Christus en de Emmaüsgangers                                                                    | Ca. 1630      |            |
| SK-A-2374        | Joris van Schooten                                       | Portret van Jacob Gerritsz. van der Mij | 1630          |            |
| SK-A-974         | Joris van Schooten                                       | De aanbidding der koningen | 1646          |            |
| SK-A-1132        | Johannes Christiaan Schotel                              | Strandgezicht vanaf de Rosenwerf op Marken | 1820-1838     |            |
| SK-A-1131        | Johannes Christiaan Schotel                              | Schepen op een onstuimige zee | 1826          |            |
| SK-C-225         | Petrus Johannes Schotel                                  | De Willem I-sluis met gezicht op de stad Amsterdam | 1824-1865     |            |
| SK-A-1133        | Petrus Johannes Schotel                                  | De zeeuwse wateren bij Schouwen | 1825-1827     |            |
| SK-A-4157        | Aert Schouman                                            | Portret van een schilder, misschien de schilder zelf | 1730          |            |
| SK-A-2730        | Aert Schouman                                            | Gevogelte bij een tombe | 1730-1760     |            |
| SK-A-4280        | Aert Schouman                                            | Fazanten | 1730-1760     |            |
| SK-A-1968        | Aert Schouman                                            | Portret van Frans Greenwood | 1732-1771     |            |
| SK-A-3458        | Aert Schouman                                            | Vier regenten en de binnenvader van het Tuchthuis te Middelburg, 1764                                                                                    | 1764          |            |
| SK-C-1111        | Aert Schouman                                            | Zelfportret | 1787          |            |
| SK-A-3897        | Aert Schouman                                            | Zelfportret | 1787          |            |
| SK-A-4931        | Izaak Schouman                                           | Portret van inspecteur-generaal A.F. Goudriaan | 1829          |            |
| SK-A-1394        | Martinus Schouman                                        | Het treffen tussen de Hollandse en de Engelse vloot tijdens de tocht van de Hollandse flottielje naar Boulogne, 1805                                     | 1806          |            |
| SK-A-1134        | Martinus Schouman                                        | De beschieting van Palembang, Sumatra, 24 juni 1821 | 1821-1848     |            |
| SK-A-1395        | Martinus Schouman                                        | Het bombardement van Algiers, ter ondersteuning van het ultimatum tot vrijlating van blanke slaven, 26-27 augustus 1816                                  | 1823          |            |
| SK-C-226         | Martinus Schouman                                        | De ontploffing voor Antwerpen van kanonneerboot nr 2 onder commando van Jan van Speijk, 5 februari 1831                                                  | 1832          |            |
| SK-A-4703        | Toegeschreven aan Frederik Karel Albert Schreuel         | Portret van Raden Sarief Bastaman Saleh | Ca. 1840      |            |
| SK-C-866         | Otto Marseus van Schrieck                                | Landschap met insecten, cyclaam en distel | 1650-1675     |            |
| SK-A-4667        | Sierk Schröder                                           | Portret van Juliana, koningin der Nederlanden | 1974          |            |
| BK-NM-4485       | Theodoor van Schuer                                      | Plafond met voorstellingen van de Ochtend en de Avond | Ca. 1666-1695 |            |
| SK-A-373         | Jacob van Schuppen                                       | Portret van Eugenius van Savoye | 1718          |            |
| SK-A-4282        | Hendrik van Schuylenburgh                                | De handelsloge van de VOC in Hougly in Bengalen en Hollandse plantage in Bengalen                                                                        | 1665          |            |
| SK-A-4283        | Hendrik van Schuylenburgh                                | De handelsloge van de VOC in Hougly in Bengalen en Hollandse plantage in Bengalen                                                                        | 1665          |            |
| SK-A-2821        | Johann Georg Schwartze                                   | Portret van Johann Joseph Hermann | 1844-1857     |            |
| SK-A-2170        | Toegeschreven aan Johann Georg Schwartze                 | Portet van Pieter Arnold Diederichs | 1850-1860     |            |
| SK-A-2819        | Johann Georg Schwartze                                   | Portret van Thérèse Schwartze | 1868          |            |
| SK-A-2818        | Johann Georg Schwartze                                   | Zelfportret | 1869          |            |
| SK-A-2788        | Thérèse Schwartze                                        | Portret van J.L. Dusseau | 1870          |            |
| SK-A-1703        | Thérèse Schwartze                                        | Jonge Italiaanse vrouw met de hond Puck | Ca. 1879-1885 |            |
| SK-C-1816        | Thérèse Schwartze                                        | Portret van D.C. Meijer jr. | 1880-1908     |            |
| SK-A-2724        | Thérèse Schwartze                                        | Portret van Frederik Daniël Otto Obreen | 1883-1896     |            |
| SK-A-1190        | Thérèse Schwartze                                        | Drie meisjes uit het Amsterdamse Burgerweeshuis | 1885          |            |
| SK-A-4948        | Thérèse Schwartze                                        | Portret van Dr. P.J.H. Cuypers | 1885-1918     |            |
| SK-C-745         | Thérèse Schwartze                                        | Portret van Piet J. Joubert | 1890          |            |
| SK-A-4700        | Thérèse Schwartze                                        | Portret van Lizzy Ansingh | 1902          |            |
| SK-A-4946        | Hendrik Willem Schweickhardt                             | Landschap met vissers en turfstekende boeren in het laagveen                                                                                             | 1783          |            |
| SK-C-1648        | Hendrik Willem Schweickhardt                             | De groenteverkoper | Ca. 1790      |            |
| SK-A-3853        | Jan van Scorel                                           | Portret van een Haarlems burger | 1529          |            |
| SK-A-372         | Jan van Scorel                                           | Maria Magdalena | Ca. 1530      |            |
| SK-C-1618        | Jan van Scorel                                           | Portret van Joris van Egmond | Ca. 1535-1540 |            |
| SK-A-670         | Jan van Scorel                                           | Landschap met Bathseba | Ca. 1540-1545 |            |
| SK-A-1619        | Jan van Scorel                                           | Portret van Reinoud III van Brederode | Ca. 1545      |            |
| SK-A-2843        | Toegeschreven aan Jan van Scorel                         | De stervende Cleopatra | Ca. 1520-1524 |            |
| SK-A-1855        | Naar Jan van Scorel                                      | Portret van Willem van Lokhorst | 1554          |            |
| SK-A-1532        | Naar Jan van Scorel                                      | Portret van Cornelis Aerentsz. van der Dussen | Ca. 1555-1570 |            |
| SK-A-4462        | Mogelijk naar Jan van Scorel                             | Portret van René de Châlon, prins van Oranje | 1542          |            |
| SK-A-4027        | Mogelijk naar Jan van Scorel                             | Portret van Anna van Lotharingen | 1542          |            |
| SK-A-1636        | Atelier van Jan van Scorel                               | De doop van Christus | Ca. 1535      |            |
| SK-A-669         | Omgeving van Jan van Scorel                              | Salomo en de koningin van Sheba | Ca. 1540-1545 |            |
| SK-A-980         | Naar William Scrots                                      | Portret van Eduard VI, koning van Engeland | Ca. 1550.     |            |
| SK-A-954         | Pieter Willem Sebes                                      | Portret van Jacoba van Beieren, gravin van Holland en Zeeland                                                                                            | 1879          |            |
| SK-A-3346        | Giovanni Segantini                                       | Een geit met haar jong | 1890          |            |
| SK-A-374         | Gerard Seghers                                           | Christus en de boetvaardige zondaars | 1610-1651     |            |
| SK-A-3120        | Hercules Seghers                                         | Rivierdal | Ca. 1626-1630 |            |
| SK-A-3428        | Omgeving van Jacopo del Sellaio                          | De aanbidding van het kind | 1485-1520     |            |
| SK-A-3868        | Harmen Serin                                             | Portret van Diederik van Hemert, heer van Babiloniënbroek, op zesjarige leeftijd                                                                         | 1735          |            |
| SK-A-3413        | Omgeving van Girolamo Sicciolante                        | Portret van paus Julius III | 1550-1600     |            |
| SK-A-2969        | Ferdinand Carl Sierich                                   | Stadsgezicht | 1860-1905     |            |
| SK-A-3430        | Omgeving van Luca Signorelli                             | Sint Joris en de draak | 1495-1505     |            |
| SK-A-1366        | Experiens Sillemans                                      | Schepen bij een haven | 1649          |            |
| SK-A-4913        | Jan Philip Simon                                         | Portretten van Heinrich Gottfried Theodor Crone en Maria Petronella Mann                                                                                 | 1810-1838     |            |
| SK-A-4914        | Jan Philip Simon                                         | Portretten van Heinrich Gottfried Theodor Crone en Maria Petronella Mann                                                                                 | 1810-1838     |            |
| SK-A-2083        | Michiel Simons (II)                                      | Stilleven met vruchten | 1648-1673     |            |
| SK-A-375         | Karel Slabbaert                                          | Het ontbijt | 1640-1654     |            |
| SK-A-3856        | Piet Slager (sr.)                                        | Portret van M.A. Vliegers | 1875          |            |
| SK-A-377         | Pieter Cornelisz. van Slingelandt                        | Portret van een man met horloge | 1688          |            |
| SK-A-1983        | Pieter Cornelisz. van Slingelandt en Willem van Mieris   | Portretstuk samengesteld uit het portret van een man, het portret van een vrouw, twee ornamentfriezen met schelpmotief en een triomftocht van Amphitrite | 1678-1705     |            |
| SK-C-1769        | Jan Sluijters                                            | Weg door het bos | 1910          |            |
| SK-A-5109        | Jan Sluijters                                            | Weg door het bos | 1910          |            |
| SK-A-3824        | Willy Sluiter                                            | Portret van Willem Martinus Godfried Schumann | 1924          |            |
| SK-A-3823        | Willy Sluiter                                            | Portret van Jacob Christiaan Koningsberger | 1925          |            |
| SK-C-1536        | Jacob Smies                                              | De Latijnse school op het Singel te Amsterdam | 1802          |            |
| RP-T-1953-504    | Frans Smissaert                                          | Duinlandschap met vuurtoren en nettenboeters | 1872-1944     |            |
| RP-T-1953-506    | Frans Smissaert                                          | Huisje bij boomrand en vrouwen met visnetten | 1872-1944     |            |